# Seznam medailistů na mistrovství Československa a Česka mužů a žen v běhu na 3 000 m překážek

### Muži
| Rok          | Místo              | Zlato             | Výkon           | Stříbro           | Bronz               |
| ------------ | ------------------ | ----------------- | --------------- | ----------------- | ------------------- |
| MR ČSR 1945  | Brno               | Bohuslav Kosour   | 10:05,0         | Josef Růžička     | Jan Zubatý          |
| MR ČSR 1946  | Praha              | Jindřich Roudný   | 9:48,0          | Jan Paulů         | Jaroslav Šourek     |
| MR ČSR 1947  | Ostrava            | Jindřich Roudný   | 9:43,4          | Jaroslav Slavíček | Miloš Tomis         |
| MR ČSR 1948  | Praha              | Jindřich Roudný   | 9:30,8          | Jaroslav Slavíček | Václav Rudolf       |
| MR ČSR 1949  | Praha              | Jaroslav Slavíček | 9:38,6          | Jaroslav Liška    | Jan Brandýs         |
| MR ČSR 1950  | Praha              | Jindřich Roudný   | 9:29,6          | Miloš Tomis       | Andrej Takáč        |
| MR ČSR 1951  | Ostrava            | Miloš Tomis       | 9:38,0          | Arnošt Unčovský   | Vlastimil Brlica    |
| MR ČSR 1952  | Gottwaldov         | Jaroslav Slavíček | 9:17,7          | Miloš Tomis       | Vojtěch Hec         |
| MR ČSR 1953  | Praha              | Jindřich Roudný   | 9:19,6          | Vojtěch Hec       | Jaroslav Slavíček   |
| MR ČSR 1954  | Ostrava            | Vlastimil Brlica  | 9:08,2          | Jindřich Roudný   | Ivan Takáč          |
| MR ČSR 1955  | Brno               | Vlastimil Brlica  | 9:08,0          | Anton Stankovič   | Ivan Takáč          |
| MR ČSR 1956  | Bratislava         | Vlastimil Brlica  | 8:53,8          | Ludvík Veselý     | Anton Stankovič     |
| MR ČSR 1957  | Praha              | Bohumír Zháňal    | 8:54,7          | Vlastimil Brlica  | Ludvík Veselý       |
| MR ČSR 1958  | Ostrava            | Bohumír Zháňal    | 8:51,2          | Vlastimil Brlica  | Ludvík Veselý       |
| MR ČSR 1959  | Praha              | Vlastimil Brlica  | 8:59,4          | Bohumír Zháňal    | Vojtěch Hec         |
| MR ČSSR 1960 | Brno               | Vlastimil Brlica  | 8:53,4          | Bohumír Zháňal    | Zdeněk Třešňák      |
| MR ČSSR 1961 | Praha              | Bohumír Zháňal    | 9:06,2          | Vlastimil Brlica  | Miroslav Eichler    |
| MR ČSSR 1962 | Ostrava            | Bohumír Zháňal    | 8:46,4          | Karel Szotkowski  | Vojtěch Hec         |
| MR ČSSR 1963 | Hradec Králové     | Bohumír Zháňal    | 8:56,4          | Miroslav Eichler  | Vojtěch Hec         |
| MR ČSSR 1964 | Praha              | Bohumír Zháňal    | 8:48,4          | Petr Holas        | Miroslav Eichler    |
| MR ČSSR 1965 | Zábřeh             | Petr Holas        | 8:55,2          | Bohumír Zháňal    | Pavel Faschingbauer |
| MR ČSSR 1966 | Třinec             | Petr Holas        | 8:50,0          | Stanislav Chodora | Bohumír Zháňal      |
| MR ČSSR 1967 | Sokolov            | Jiří Pazourek     | 9:00,8          | Petr Havel        | Petr Holas          |
| MR ČSSR 1968 | Jablonec nad Nisou | Petr Holas        | 8:53,0          | Petr Havel        | Jiří Pazourek       |
| MR ČSSR 1969 | Považská Bystrica  | Petr Holas        | 8:41,8          | Petr Havel        | Jiří Pazourek       |
| MR ČSSR 1970 | Ostrava            | Petr Holas        | 8:51,2          | Petr Havel        | František Bartoš    |
| MR ČSSR 1971 | Praha              | Dušan Moravčík    | 8:39,4          | Róbert Molnár     | Petr Havel          |
| MR ČSSR 1972 | Praha              | Josef Horčic      | 8:43,4          | Róbert Molnár     | Petr Havel          |
| MR ČSSR 1973 | Banská Bystrica    | Róbert Molnár     | 8:46,6          | Petr Havel        | František Tempír    |
| MR ČSSR 1974 | Praha              | Róbert Molnár     | 8:39,8          | Dušan Moravčík    | František Bartoš    |
| MR ČSSR 1975 | Bratislava         | František Bartoš  | 8:36,8          | Miroslav Šišovský | Imrich Rák          |
| MR ČSSR 1976 | Třinec             | Dušan Moravčík    | 8:36,6          | Miroslav Šišovský | Juraj Lukáč         |
| MR ČSSR 1977 | Ostrava            | František Bartoš  | 8:32,8          | Juraj Lukáč       | Milan Slovák        |
| MR ČSSR 1978 | Praha              | František Bartoš  | 8:32,18         | Dušan Moravčík    | Milan Slovák        |
| MR ČSSR 1979 | Praha              | Milan Slovák      | 8:46,0          | Dušan Moravčík    | Petr Gregořica      |
| MR ČSSR 1980 | Praha              | Dušan Moravčík    | 8:32,4          | Milan Behúň       | Milan Slovák        |
| MR ČSSR 1981 | Ostrava            | Milan Slovák      | 8:41,32         | Milan Slivka      | Miroslav Zoubek     |
| MR ČSSR 1982 | Praha              | Milan Behúň       | 8:44,4          | Miroslav Zoubek   | Petr Gregořica      |
| MR ČSSR 1983 | Praha              | Milan Behúň       | 8:44,75         | Jiří Kolbaba      | Zdeněk Pešek        |
| MR ČSSR 1984 | Praha              | Václav Pátek      | 8:35,24         | Stanislav Štít    | Milan Behúň         |
| MR ČSSR 1985 | Praha              | Luboš Gaisl       | 8:42,71         | Milan Behúň       | Jiří Švec           |
| MR ČSSR 1986 | Bratislava         | Stanislav Štít    | 8:35,80         | Jiří Švec         | Luboš Gaisl         |
| MR ČSSR 1987 | Třinec             | Luboš Gaisl       | 8:36,67         | Jiří Švec         | Stanislav Štít      |
| MR ČSSR 1988 | Praha              | Luboš Gaisl       | 8:37,61         | Marián Hunčík     | Michal Pazdera      |
| MR ČSSR 1989 | Banská Bystrica    | Jiří Švec         | 8:38,08         | Luboš Gaisl       | Marián Hunčík       |
| MR ČSFR 1990 | Praha              | Luboš Gaisl       | 8:46,34         | Miloš Kovačech    | Zdeněk Pešek        |
| MR ČSFR 1991 | Ostrava            | Jiří Švec         | 8:38,9          | Abdi Jamal        | Luboš Gaisl         |
| MR ČSFR 1992 | Nitra              | Jiří Švec         | 8:43,64         | Miloš Kovačech    | Luboš Gaisl         |
| MR ČR 1993   | Jablonec nad Nisou | Jiří Šoptenko     | 8:50,25         | Luboš Gaisl       | Petr Stanka         |
| MR ČR 1994   | Jablonec nad Nisou | Jiří Šoptenko     | 8:54,06         | Viktor Podškubka  | Petr Gebel          |
| MR ČR 1995   | Ostrava            | Michael Nejedlý   | 8:37,92         | Jiří Šoptenko     | Petr Stanka         |
| MR ČR 1996   | Praha              | Michael Nejedlý   | 8:48,15         | Jiří Šoptenko     | Viktor Podškubka    |
| MR ČR 1997   | Třinec             | Michael Nejedlý   | 8:46,24         | Jiří Šoptenko     | David Gerych        |
| MR ČR 1998   | Jablonec nad Nisou | Michael Nejedlý   | 8:48,23         | David Gerych      | Jiří Miler          |
| MR ČR 1999   | Ostrava            | Michael Nejedlý   | 8:43,39         | David Gerych      | Jiří Šoptenko       |
| MR ČR 2000   | Plzeň              | Michael Nejedlý   | 8:50,19         | David Gerych      | Jiří Miler          |
| MR ČR 2001   | Jablonec nad Nisou | Michael Nejedlý   | 8:54,88         | David Gerych      | Jiří Miler          |
| MR ČR 2002   | Ostrava            | Michael Nejedlý   | 8:54,80         | Jiří Miler        | František Zouhar    |
| MR ČR 2003   | Olomouc            | Michael Nejedlý   | 8:42,33         | David Gerych      | František Zouhar    |
| MR ČR 2004   | Plzeň              | Michael Nejedlý   | 8:45,40         | František Zouhar  | Petr Mikulenka      |
| MR ČR 2005   | Kladno             | Michael Nejedlý   | 8:58,80         | František Zouhar  | David Gerych        |
| MR ČR 2006   | Praha              | David Gerych      | 8:49,91         | Petr Mikulenka    | Jakub Holuša        |
| MR ČR 2007   | Třinec             | Petr Mikulenka    | 8:55,94         | Jiří Miler        | Zdeněk Hejduk       |
| MR ČR 2008   | Tábor              | Petr Mikulenka    | 8:57,78         | Milan Kocourek    | Jiří Miler          |
| MR ČR 2009   | Praha              | Petr Mikulenka    | 8:58,33         | Martin Kučera     | Martin Mužík        |
| MR ČR 2010   | Třinec             | Peter Mikulenka   | 8:58,63         | Martin Kučera     | Jiří Zemjánek       |
| MR ČR 2011   | Brno               | Milan Kocourek    | 8:59,99         | Martin Kučera     | Ondřej Marek        |
| MR ČR 2012   | Vyškov             | Milan Kocourek    | 9:04,13         | Martin Kučera     | Lukáš Olejníček     |
| MR ČR 2013   | Tábor              | Lukáš Olejníček   | 8:59,13         | Josef Havlíček    | Martin Edlman       |
| MR ČR 2014   | Ostrava            | Milan Kocourek    | 8:55,41         | Lukáš Olejníček   | Vít Pavlišta        |
| MR ČR 2015   | Plzeň              | Lukáš Olejníček   | 8:59,85         | Filip Sasínek     | Michal Šmahel       |
| MR ČR 2016   | Tábor              | Lukáš Olejníček   | 8:59,30         | Michal Šmahel     | Milan Hrazděra      |
| MR ČR 2017   | Třinec             | Lukáš Olejníček   | 8:58,71         | Jan Janů          | Jáchym Kovář        |
| MR ČR 2018   | Kladno             | Jáchym Kovář      | 9:01,97         | Lukáš Olejníček   | Jan Janů            |
| MR ČR 2019   | Brno               | Jáchym Kovář      | 9:01,97         | Damián Vích       | David Foller        |
| MR ČR 2020   | Plzeň              | Damián Vích       | 8:48,47         | David Foller      | Jáchym Kovář        |
| MR ČR 2021   | Zlín               | Damián Vích       | 8:53,19         | David Foller      | Martin Kováčech     |
| MR ČR 2022   | Hodonín            | Damián Vích       | 8:36,43         | Martin Kováčech   | David Foller        |
| MR ČR 2023   | Tábor              | Tomáš Habarta     | 8:50,26         | Jáchym Kovář      | David Foller        |
| MR ČR 2024   | Zlín               | Tomáš Habarta     | 8:29.24 Rek. MR | Damián Vích       | Daniel Marák        |
| MR ČR 2025   |                    |                   |                 |                   |                     |

### Ženy
| Rok        | Místo              | Zlato               | Výkon            | Stříbro             | Bronz                  |
| ---------- | ------------------ | ------------------- | ---------------- | ------------------- | ---------------------- |
| MR ČR 2001 | Jablonec nad Nisou | Zuzana Rücklová     | 11:06,17         | Lucie Špatenková    | Zuzana Kocúmová        |
| MR ČR 2002 | Ostrava            | Jana Biolková       | 09:58,86         | Michaela Mannová    | Zuzana Rücklová        |
| MR ČR 2003 | Olomouc            | Jana Biolková       | 09:49,40 Rek. MR | Barbora Kuncová     | Anna Báčová            |
| MR ČR 2004 | Plzeň              | Michaela Mannová    | 10:04,90         | Barbora Kuncová     | Anna Báčová            |
| MR ČR 2005 | Kladno             | Barbora Kuncová     | 10:13,48         | Marcela Lustigová   | Eva Tománková          |
| MR ČR 2006 | Praha              | Lenka Ptáčková      | 10:14,61         | Marcela Lustigová   | Barbora Kuncová        |
| MR ČR 2007 | Třinec             | Kateřina Pecháčková | 10:37,91         | Ivana Sekyrová      | Lucie Křížová          |
| MR ČR 2008 | Tábor              | Ivana Sekyrová      | 10:58,57         | Kateřina Pecháčková | Markéta Schybolová     |
| MR ČR 2009 | Praha              | Lucie Sekanová      | 10:19,68         | Eva Tománková       | Miroslava Petronyuková |
| MR ČR 2010 | Třinec             | Lucie Sekanová      | 10:12,74         | Ivana Sekyrová      | Tereza Novotná         |
| MR ČR 2011 | Brno               | Michaela Drábková   | 10:38,45         | Petra Kubešová      | Ivana Sekyrová         |
| MR ČR 2012 | Vyškov             | Michaela Drábková   | 10:42,72         | Helena Tlustá       | Petra Kubešová         |
| MR ČR 2013 | Tábor              | Michaela Drábková   | 11:00,97         | Ivana Sekyrová      | Barbora Jíšová         |
| MR ČR 2014 | Ostrava            | Barbora Jíšová      | 10:41,90         | Petra Kubešová      | Iva Milesová           |
| MR ČR 2015 | Plzeň              | Michaela Drábková   | 10:15,41         | Monika Hrachovcová  | Radka Hanzlová         |
| MR ČR 2016 | Tábor              | Lucie Sekanová      | 09:59,56         | Eva Krchová         | Michaela Drábková      |
| MR ČR 2017 | Třinec             | Eva Krchová         | 10:05,88         | Barbora Jíšová      | Veronika Siebeltová    |
| MR ČR 2018 | Kladno             | Eva Krchová         | 10:11,69         | Barbora Jíšová      | Tereza Hrochová        |
| MR ČR 2019 | Brno               | Eva Krchová         | 10:13,76         | Tereza Hrochová     | Lucie Svobodová        |
| MR ČR 2020 | Plzeň              | Tereza Novotná      | 10:12.94         | Tereza Hrochová     | Bára Stýblová          |
| MR ČR 2021 | Zlín               | Tereza Novotná      | 10:18.68         | Veronika Siebeltová | Bára Stýblová          |
| MR ČR 2022 | Hodonín            | Tereza Novotná      | 10:18.55         | Bára Stýblová       | Anna Málková           |
| MR ČR 2023 | Tábor              | Soňa Kouřilová      | 10:07,91         | Bára Stýblová       | Anna Málková           |
| MR ČR 2024 | Zlín               | Karolína Jarošová   | 10:21.32         | Soňa Kouřilová      | Bára Stýblová          |
| MR ČR 2025 |                    |                     |                  |                     |                        |